# シマツナソ
シマツナソ（縞綱麻; 学名: Corchorus olitorius）は、アオイ科ツナソ属（コルコスル属）の一年生草本。別名をナガミツナソ、タイワンツナソ、ジュート。
近年は食材（葉菜）としても流通するようになり、モロヘイヤ（アラビア語: ملوخية, 文語アラビア語発音：mulūkhīyahないしはmulūkhīya, ムルーヒーヤ, 注：モロヘイヤはエジプト方言発音に由来）の名でよく知られるところとなっている。
リンネの『植物の種』（1753年）で記載された植物の一つである。

## 名称
種小名 olitorius （オルトリウス）はラテン語で「野菜畑の」の意味。果実は円筒形でナガミツナソ（長実綱麻）の別名はここからくる。同属の植物は30種類以上あるといわれるが、栽培されているのは主に食用になるオルトリウス種と、繊維（ジュート）の原料になるカプラリス種の2種で、オルトリウス種は別名タイワンツナソ（台湾綱麻）、またはモロヘイヤとよばれている。一方、近縁のカプラリス種は和名でツナソ（綱麻）といい、別名でコウマ（黄麻）ともよばれている。
モロヘイヤの名前の由来は、一説によるとエジプトの故事の中に王様が重い病気を治した野菜として記述が残っており、この野菜をアラビア語で王様を表わす「マリク」、その複数形「ムルク」から、さらに形容詞の「モロヘイヤ」になって「王様の野菜」を意味するとされている。

## 特徴
中近東原産、熱帯アジア原産、あるいはインド西部やアフリカのエジプト原産といわれる。現在は、エジプトを中心にキプロス、リビア、スーダンなどの比較的乾燥した熱帯地域に分布している。自家受粉により種子で繁殖する、一年生の作物である。
茎は直立し、分枝が多いものと、比較的少ないものがある。葉は互生し、葉縁にギザギザした鋸歯があり、青しそに似た形をしている。短日性で、日照時間が13時間より短くなると花芽を形成して、開花結実する。秋が近づいて花芽が形成され始めると、新芽の発生は止まる。花は黄色で小さく、葉の付け根に通常1つの5弁花をつける。花後につく果実は莢果で、長さ5 - 10センチメートル (cm) の細長い円筒形をしている。さやの中には黒いゴマ粒のような、角張っている種子が実る。葉には毒性はないが、この種子には毒性のある成分が含まれている。
栽培品種の分化は特に見られないが、背丈が低くて側枝が出やすい、倒れにくいなどの品種改良が行われている。

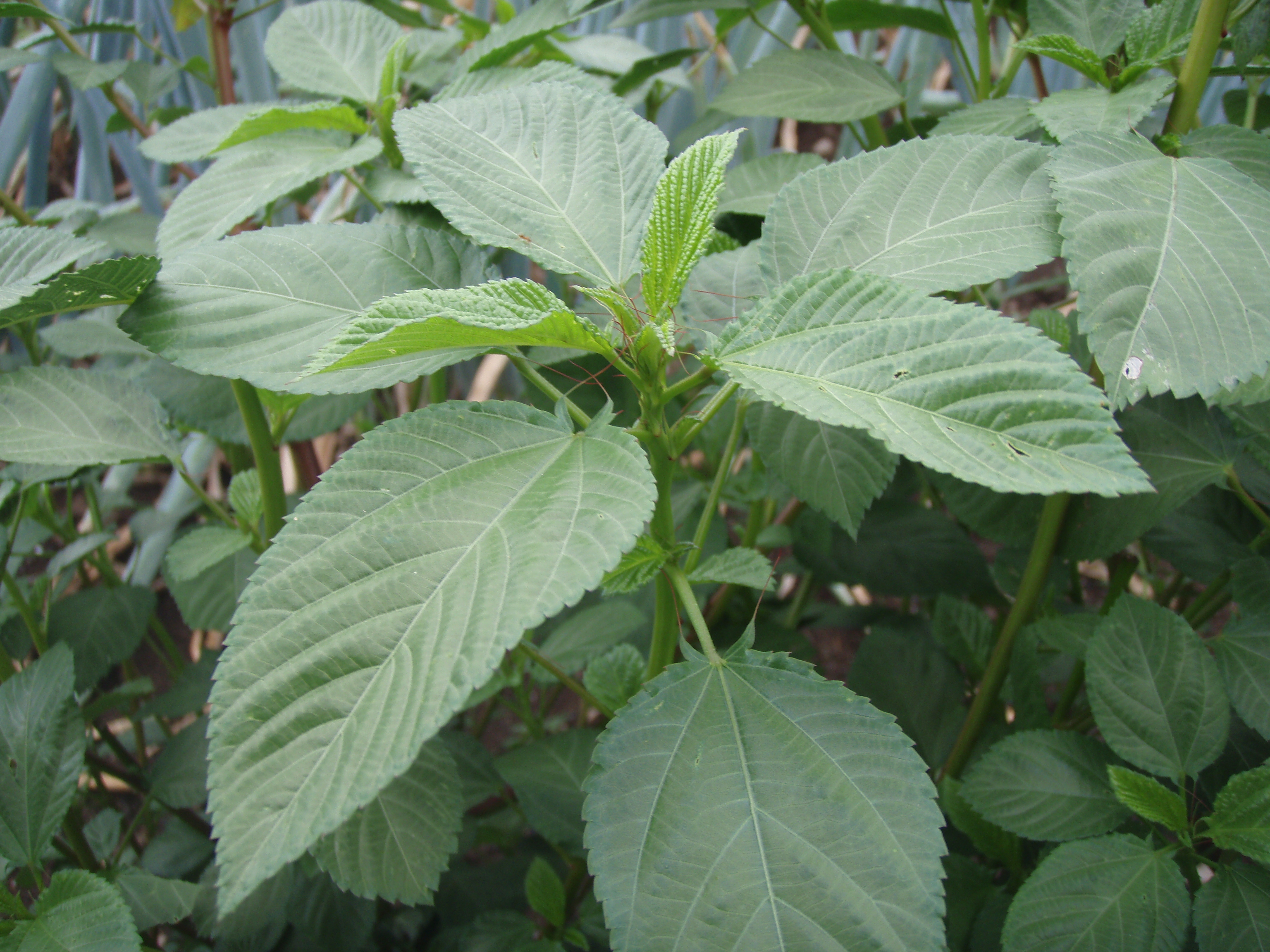
茎葉
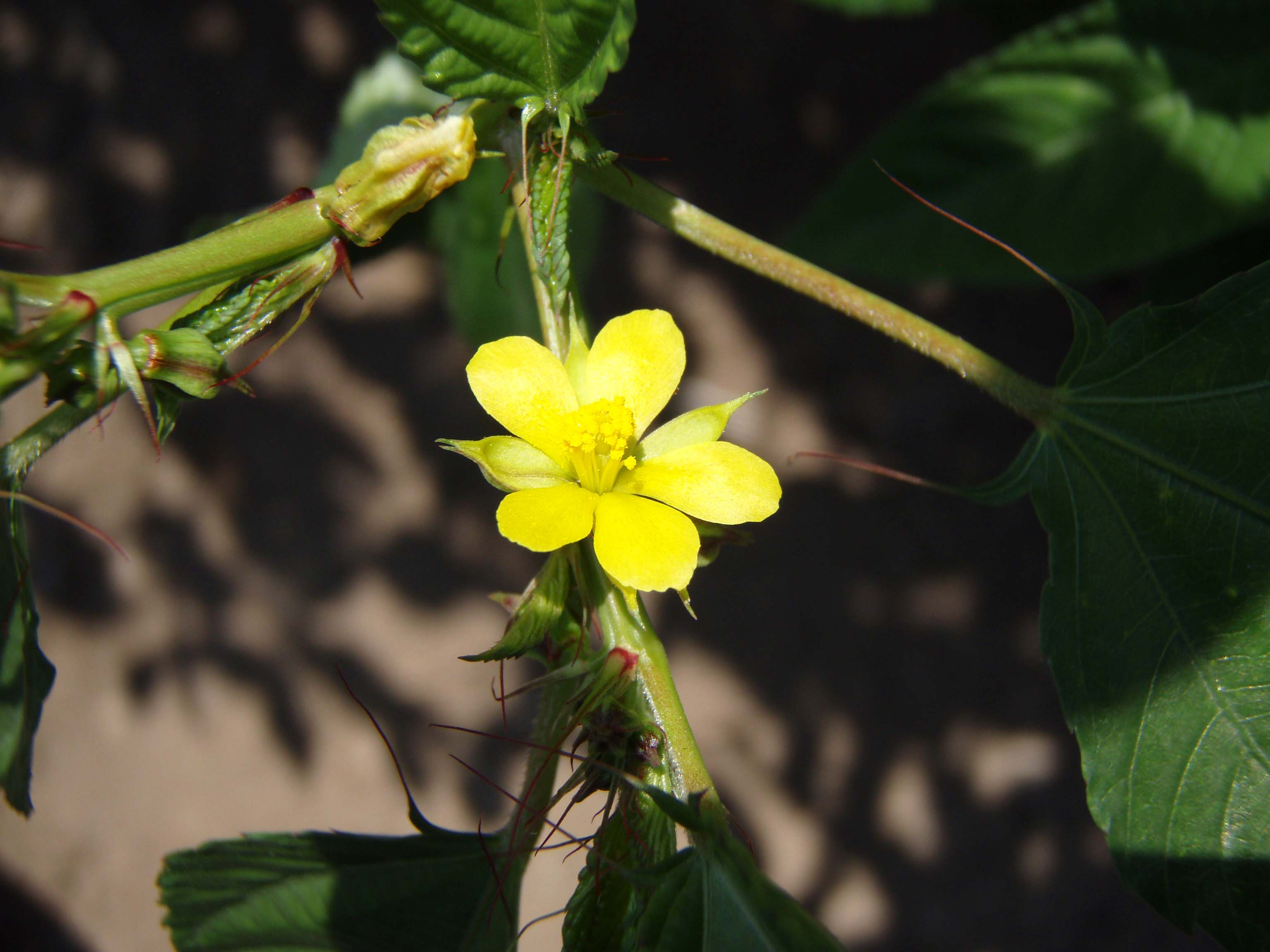
花
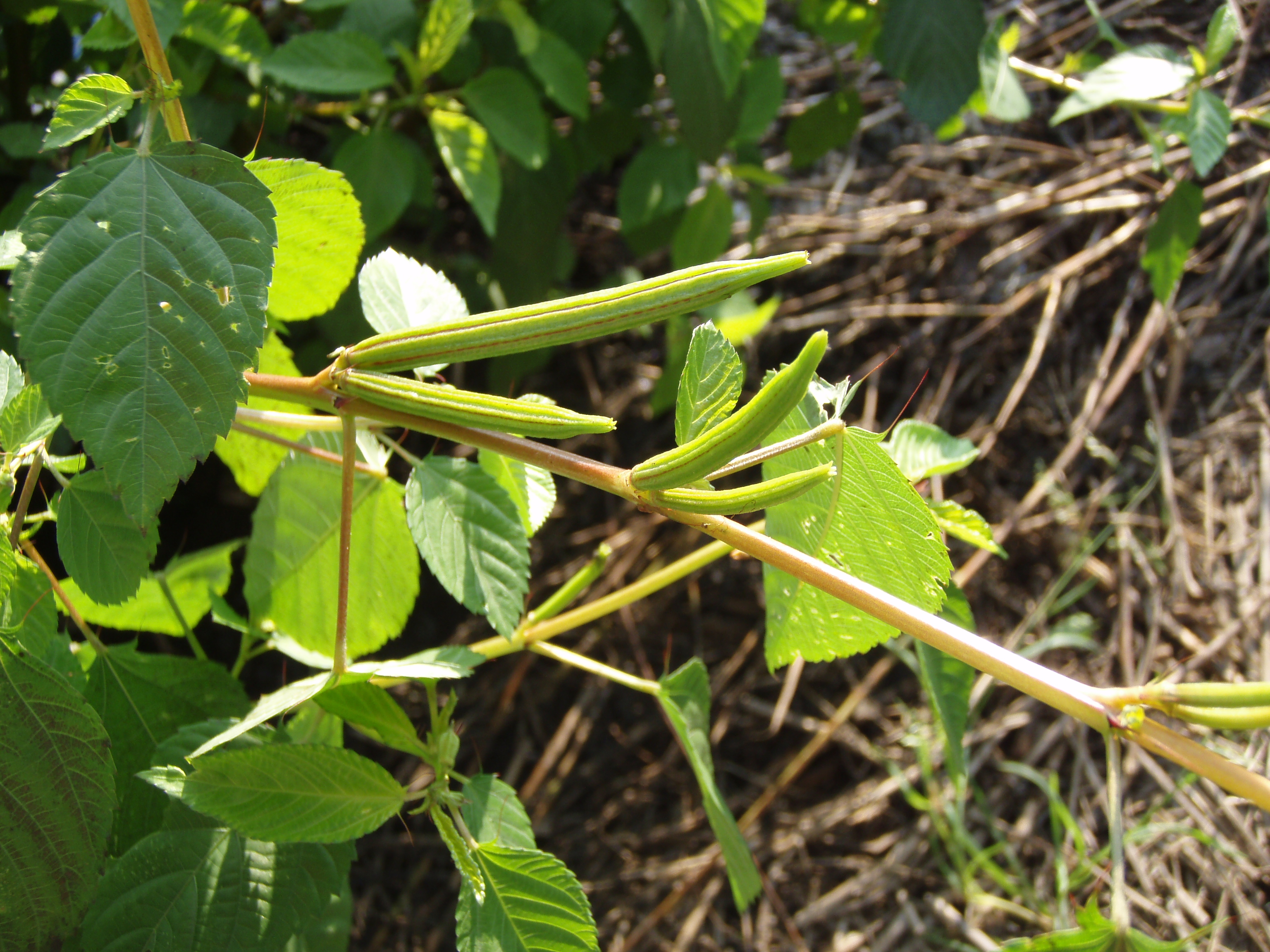
未熟果
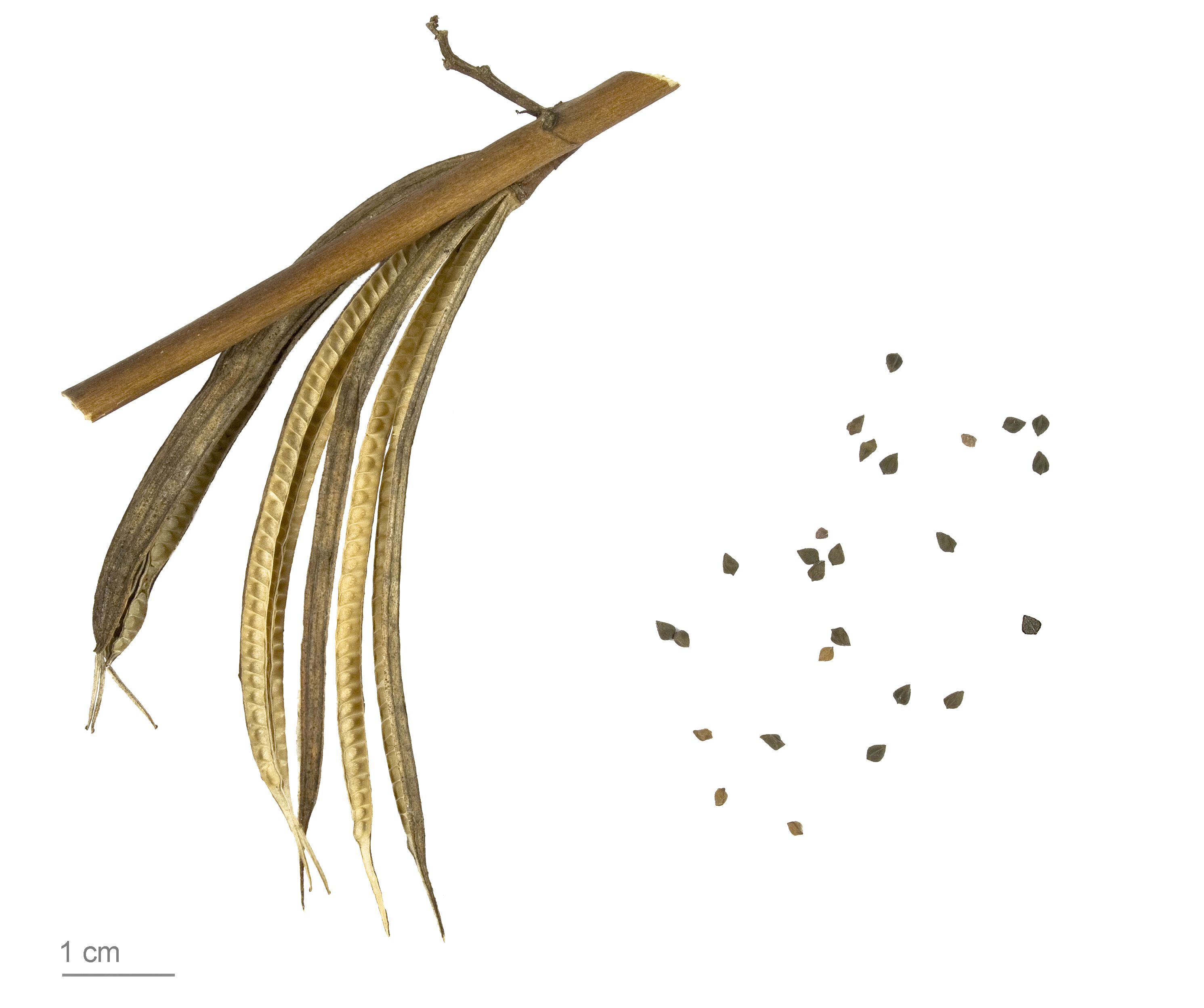
果実と種子
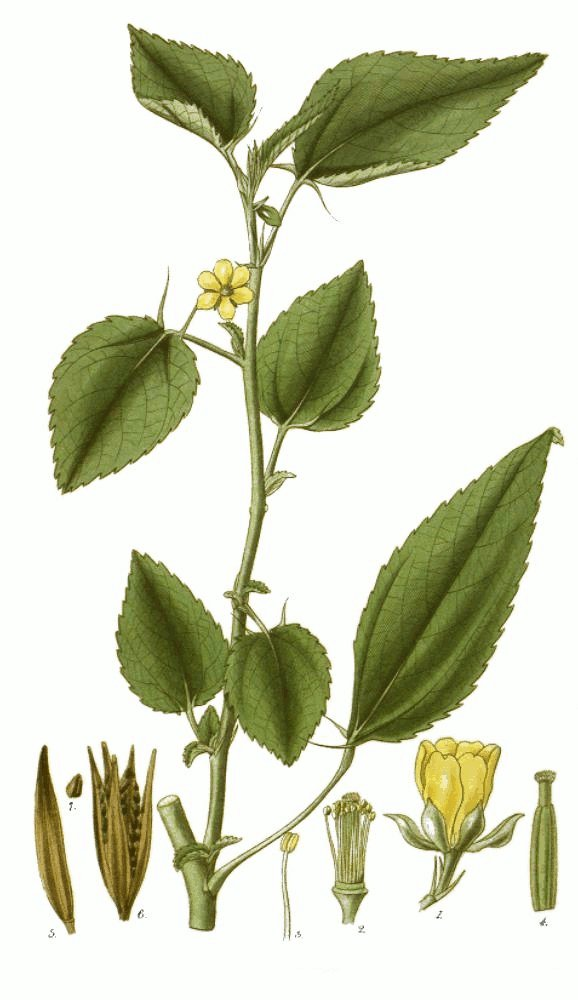
イラスト

### 毒性
種子に強心作用のあるステロイド類のg-ストロファンチジンやオリトリサイドという強心配糖体、さらにサポニンを含むことが知られており、種子を摂食したウシやブタの死亡例が日本及びオーストラリアで報告されているが、これまでヒトにおける死亡事例の報告はない。この強心配糖体は収穫期の葉、茎、根の各部位と未熟種子には含まれず、また野菜として流通するモロヘイヤ、モロヘイヤ健康食品、モロヘイヤ茶などからも検出されなかったことから、通常の流通品については安全であることが確認されている。この強心配糖体は成熟中のかたい種子、成熟種子のさや、発芽からしばらくまでの若葉にも含まれるため、家庭菜園などで栽培する場合は注意が必要である。また、子供が種子を誤飲することもありうるため管理に気をつけるよう厚生省が注意喚起している。

### 薬理作用
ACE阻害活性のある物質を含有しているため、高血圧の抑制に効果があるとする研究がある。

## 栽培

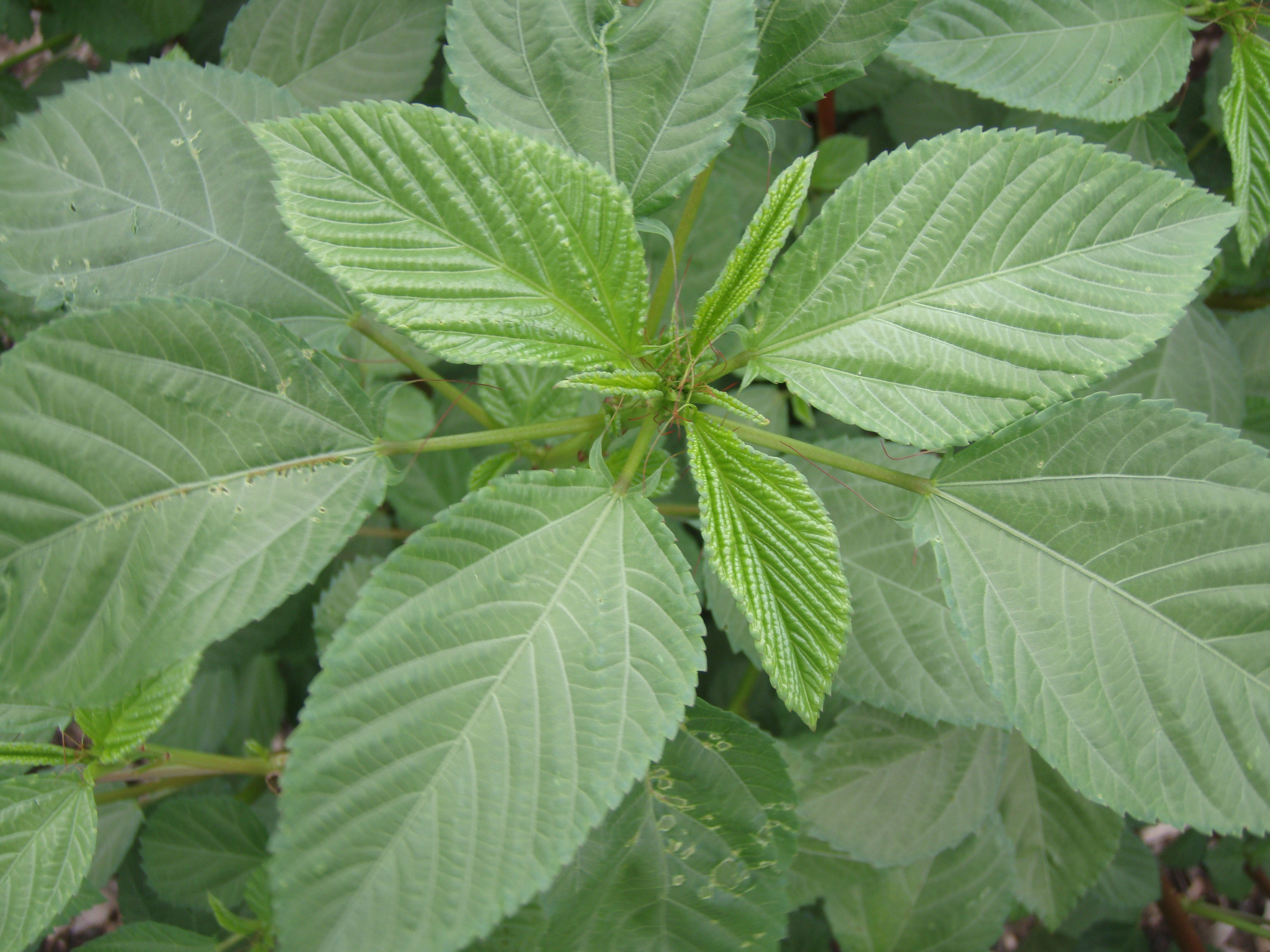
日本で食用にする、若芽

モロヘイヤはエジプトやインドなど中近東で広くつくられており、夏場の高温多湿の日本でも栽培に適している。高温多湿に強く水分を好む性質で、発芽適温は25 - 30度、栽培適温は20 - 30度とされる。温度は最低気温を15 - 20度以上にしないと安定した露地栽培は難しく、10度以下になると枯死してしまう。土壌酸度はpH 6.0 - 6.5が栽培に適している。日本での栽培期間は4月 - 9月で、4月に育苗を行い、初夏（5月下旬 - 6月上旬）に苗を定植して、収穫期は7月から9月、家庭菜園でも容易に栽培が可能である。早出しのためには加温育苗して、植え付け時にマルチングやトンネル保温して地温を上げておくとよいとされる。定期的な追肥と水やりと、主枝を摘芯してよい側枝を出させることで収穫量を増やすことができる。
生産地ではさまざまな作型が行われており、温暖地では5月に播種する露地栽培（普通栽培）、それより早く播種する作型を促成栽培といいビニールハウスなどの施設を利用する。遅出しを目的とする秋期の施設栽培では、温度の確保と電照による長日条件で開花を抑制する必要がある。モロヘイヤは短日性のため夏の終わりごろから開花が始まるが、短日に向かう秋の施設栽培では、電照による長日条件にすることによって開花を抑制することができる。
畑は植え付けの2 - 3週間前に、元肥として堆肥を施しておき、高さ5 - 10センチメートル (cm) の畝を作る。育苗ポットで苗を育てたほうが作りやすいが、高温性の野菜であるため、畑に直播きする場合は気温が十分に暖かくなった5 - 6月ごろが良いとされる。育苗期間は35 - 30日、本葉が5 - 6枚になったころの苗を、畝に株間35 - 50 cmほどの間隔で定植する。低温に弱いことや、雑草が生えるのを防止するためマルチングで対策するとよいとされる。生長期に入り草丈が40 - 50 cmほどになったところで主枝の先端を摘芯して高さ30 cmにして、以後伸びてくる脇芽がたくさん出て収穫量を増やすことができる。よい側枝を出させるために、摘芯後は株間を耕してぼかし肥などで追肥を行い、その後も15 - 20日に1回程度の追肥を継続すると脇芽が出て株が充実する。支柱は必要ではないが、主枝の倒伏防止のため支柱を立てておき、夏の乾燥防止に敷き藁や水やりをするとよい。
草丈は1メートル (m) 以上にも生長するが、草丈50 cmを超えたころからわき芽の先端のやわらかい茎葉の部分だけを利用し、10 - 20 cmほど手で摘んだり、はさみで切り取って収穫される。放任すると草丈は2 mにも達してしまい、草丈が大きくなると新芽の勢いがなくなるので、120 - 150 cmになったら切り戻すとよいとされる。種を取る場合は、開花後につく実を完熟させる。黄色い花が咲いてサヤができるが、熟した実や種子には毒性があるので絶対に食べてはいけない。このサヤを乾燥させることで、種を取ることができ、翌年の種まきに使うことができる。
病虫害の心配が少なく育てやすいが、農家が圃場で大量に栽培する場合、うどんこ病、灰色かび病、葉ぶくれ病、黒星病を発生することがある。主な害虫は、コガネムシ、アザミウマにより食害を受けたり、ハダニがつくと葉色が薄くなりクモの巣が張ったようになる。

## 利用

### 繊維原料（ジュート）として
近縁のコウマ（黄麻）とともに「ジュート」（英語: jute）と通称され、一部が繊維原料として利用される。バングラデシュにおけるジュート生産の4分の1はシマツナソの作付けである。春に播種し、2-3mに生長したところを刈り、茎を水で醗酵させて繊維を採取する。

### 食材（モロヘイヤ）として
若葉をモロヘイヤ（英名: Jew's mallow）と称して食用とし、やわらかい若い葉を摘んで茹でてから利用するのが一般的である。生葉を食べることもできるが、結石を生じる原因になるシュウ酸を多く含んでいるので、茹でてから水にさらしてシュウ酸を減らす処理をする。刻んだりゆでたりするとツルムラサキやオクラ同様、ムチレージ（ムシレージ）による特有の粘りが出るのが特徴である。葉野菜としての主な旬は6 - 9月ごろで、葉が鮮やかな緑色で先端まで張りがあり、茎が張ってやわらかいものが良品である。味や匂いはほとんどクセがなく、たくさん食べることもできる。

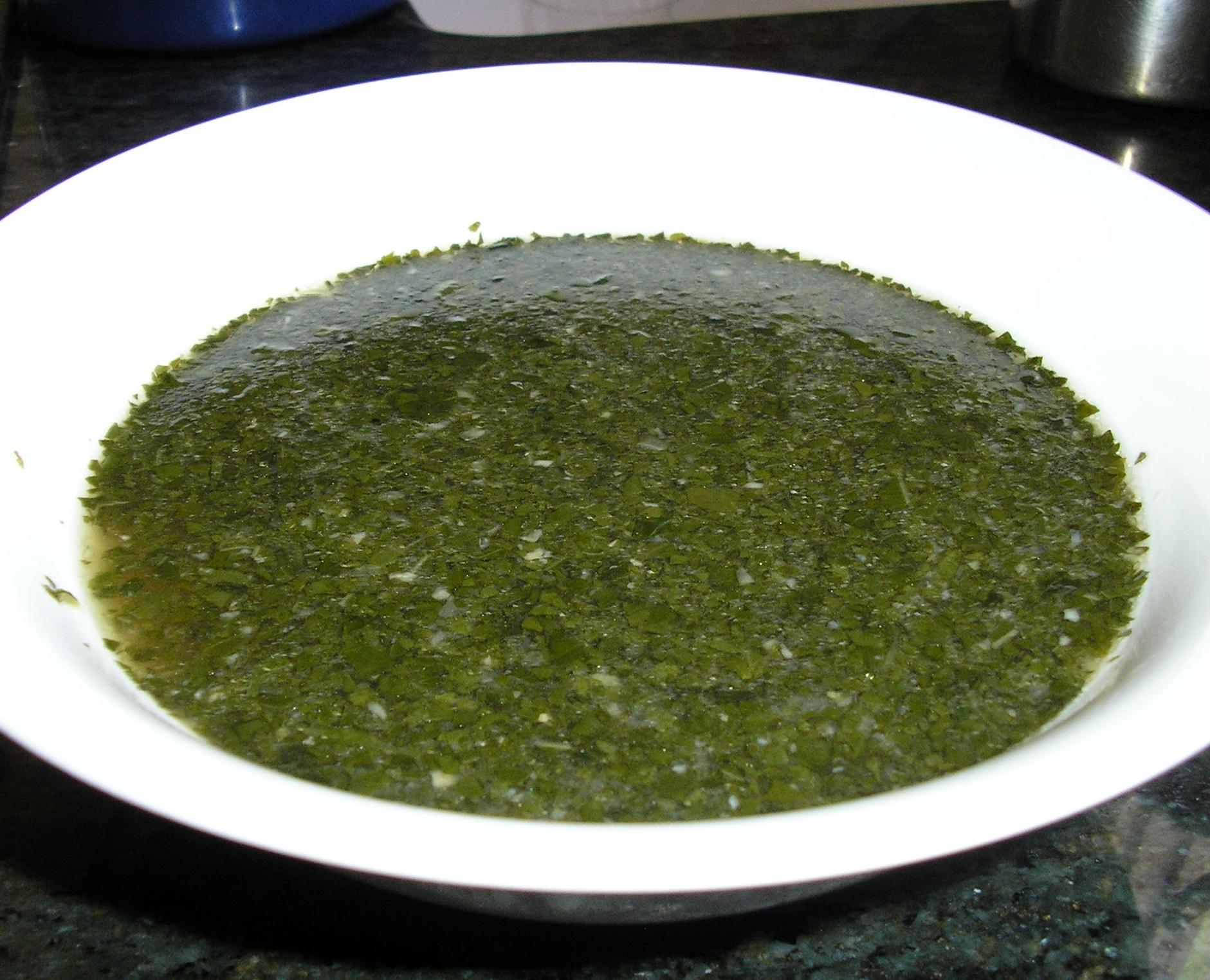
モロヘイヤのスープ

インドや古代エジプトでは古くから栽培されて食べられていたことが知られている。クレオパトラが愛した野菜といわれ、重病を患った古代エジプトの王がモロヘイヤのスープを飲んで病気を治したという故事からアラビア語で「王家のもの」という意味があり、「王様の野菜」の名がついたといわれている。現在もエジプトなどでは栽培が盛んで、刻んでとろりとしたスープにして食べるのが一般的である。中東ではスープの材料、北アフリカでは、刻んで肉（羊肉、鶏肉、牛肉など）と煮込むことが多い。インドではホウレンソウ代わりの茹で野菜、カリブ海沿岸ではサラダの材料として用いられている。台湾の台中地域においても、かつて広大なタイワンツナソ農場があった歴史から、地元の住民はつまむ、こすう、こねる、洗うの4つの工程を経って、サツマイモやシラスと混ぜて調理する独特の「マーイ」（麻意）スープを日常的に食べている。
日本に入ってきたのは1980年代後半で、エジプトに留学していた大学教授の飯森嘉助らが、モロヘイヤスープの味を懐かしんで、種子を取り寄せて栽培したのが最初と言われており、のちに「全国モロヘイヤ普及協会」を設立し普及に努めた。1990年代の健康食ブームになる中で、非常に栄養価が高く、活性酸素を抑えるクロロゲン酸やポリフェノールが豊富なことで脚光を浴びて、全国で栽培・産地化が始まった。現在は日本各地で広く栽培されおり、三重県、群馬県、岐阜県、静岡県、秋田県などが主な産地で、宮城県大郷町などが産地として有名。醤油や酢などの日本の調味料にも良くなじみ、お浸し、スープ類、天ぷらなどにするほか、乾燥粉末をパンやクッキーや中華麺の生地に練り込んだりして用いることもある。生の葉は鮮度落ちが早いため、保存するときは茹でてから冷凍保存すると良いとされる。

### 栄養素
生葉の可食部100グラム (g) あたりの熱量は38キロカロリー (kcal) ほどで、水分86.1 g、炭水化物6.3 g、タンパク質4.8 g、灰分2.1 g、脂質0.5 gが含まれる。カルシウム、β-カロテン、ビタミンB群、ビタミンC、ビタミンE、ビタミンK、食物繊維、マンガンなどに富む緑黄色野菜の代表格で、抗酸化作用のあるクエルセチンも多く含む。ビタミンAの元となるβ-カロテンはあらゆる野菜の中で最も多く含まれており（可食部100グラム中、10,000マイクログラム）、β-カロテンと食物繊維はホウレンソウの2倍、カルシウムは5倍多く含まれている。ビタミンEの含有量も野菜の中ではトップクラスである。一方ビタミンCはコマツナの0.9倍、ホウレンソウとほぼ同じである。全体的に栄養価が極めて高く「野菜の王様」の異名を持つ。これらの栄養から免疫の活性化、がんや老化、骨粗鬆症の予防、疲労回復、夏バテ防止、高血圧を抑える効果が期待されている。また刻むと出てくるムチレージは、胃などの粘膜を保護し、便秘の改善、血糖値やコレステロール値の上昇を抑制する効果が期待されている。
立ち性、開張性の異なる草型でビタミン類、ポリフェノール類の含有量にほとんど違いはなく、栽培条件によって変化する可能性がある。β-カロテンとビタミンCは葉身の部分に多く含まれており、葉柄や茎にはほとんど含まれていない。長時間茹でることによりビタミンCは壊れて減少していくが、β-カロテンについては熱の影響をほとんど受けないという特徴を持っている。モロヘイヤが持つ抗酸化作用はポリフェノール類によるもので、葉の部分にクロロゲン酸、3.5-ジカフェオイルキナ酸、ケルセチン3-ガラクトシド、ケルセチン3-グリコシド、ケルセチン3-(6-マロニルグルコシド）などが含まれており、中でもクロロゲン酸は含有量が多く主要な抗酸化成分となっている。